# Konrád Martínek
Konrád Martínek (25. listopadu 1863 Hoštice - 28. února 1916 Královo Pole) byl rakouský a český politik české národnosti, na přelomu 19. a 20. století poslanec Říšské rady.

## Biografie
Působil jako starosta domovských Hoštic. Podporoval zřizování českojazyčných škol na Vyškovsku.
Na konci 19. století se zapojil i do celostátní politiky. Ve volbách do Říšské rady roku 1897 získal mandát v Říšské radě (celostátní zákonodárný sbor) za kurii venkovských obcí, obvod Brno, Vyškov atd. Za týž obvod uspěl i ve volbách do Říšské rady roku 1901. K roku 1897 se profesně uvádí jako zemědělec.
Byl členem Lidové strany na Moravě (moravská odnož mladočeské strany). V prosinci 1897 se účastnil společné porady českých a polských poslanců v Krakově, kde se přijala rezoluce kritizující aktivity německorakouských politiků.
Rezignaci na mandát v Říšské radě oznámil na schůzi 16. října 1902. Na poslanecký mandát rezignoval kvůli aféře s koupí hotelu ve Vídni. V parlamentu ho nahradil český klerikál Josef Koudela.